# 全日本選手権競漕大会
全日本ローイング選手権大会（ぜんにほんローイングせんしゅけんたいかい）は、日本ローイング協会が主催するローイングの全国大会である。
原則として埼玉県戸田市の戸田漕艇場にて4日間に渡り開催されている。また、積水化学工業が大会の特別協賛を務めている。

## 歴史
1920年に第1回関東大学高専選手権として開始。1923年の関東大震災、1941年と44・45年にはいずれも戦争のため中止。
1928年より全日本大学高専選手権となり、秩父宮杯が下賜される。
1970年に全日本女子選手権を開催。
2008年より大会時期が6月から9月に移った。
2019年は5月に開催される予定。しかし2020年と21年は秋に開催。
2022年に第100回を迎え、2020年東京オリンピック会場となった海の森水上競技場（東京都江東区）に場所を移し、5月中旬に開催した。

## 種目
男子
- シングルスカル
- ダブルスカル
- 舵手なしペア
- 舵手つきペア
- 舵手なしフォア
- 舵手つきフォア
- 舵手なしクォドルプル
- エイト

女子
- シングルスカル
- ダブルスカル
- 舵手なしペア
- 舵手なしクォドルプル
- エイト

## 放送
- 1995年よりNHK教育テレビで録画中継している。
- 2022年より日本ローイング協会公式YouTubeチャンネルに於いてインターネットライブ中継を開始[1]。